# 大犯盛 〜痴態を曝け出した人妻たち〜
『大犯盛 〜痴態を曝け出した人妻たち〜』（だいはんじょう 〜ちたいをさらけだしたひとづまたち〜）は、2012年11月22日にSYOKUより発売されたアダルトゲームである。

## あらすじ
スーパー経営者兼商店街会長を父に持つ主人公は、商店街衰退の原因である中型スーパーにドキュメンタリーの撮影のために訪れた。ドキュメンタリー作品の監督・撮影だが、真の目的は中型スーパーの不正行為の暴露だった。そのついでとして、主人公は、素人AVの題材として、中型スーパーの女性従業員たちを撮影していこうと思った。
だが、時が進むにつれて、素人AVの方にやる気が出てきた。
数日後、彼は再びAVのモデル探しのために、再びそのスーパーを訪れた。

## 登場人物
佐倉 柚美（さくら ゆずみ）
声 - 笹塚真琴
中型スーパーの従業員である若妻。夫との性行為の減少に不満を覚え、生活を変えるべくパートに来ている。
酒々井 唯花（しすい ゆいか）
声 - 四ノ宮ひな
結婚15年目を迎える女性従業員。子どもの塾代のためにパートに来ている。生真面目な性格だが、性的欲求は衰えておらず、夫との性行為がない今は自慰をしている。
生実野 こずえ（おゆみの こずえ）
声 - 蒼桐かこ
眼鏡が特徴の女性従業員、結婚後性行為に挑むもなかなかうまくいっていない。家にずっといるのが嫌で、パートに来ている。
秋山 百合美（あきやま ゆりみ）
声 - 夏川菜々美
主人公の幼馴染である、中型スーパーの店長。若くして結婚した夫との関係は良くない。
秋山 乃々果（あきやま ののか）
声 - 芹園みや
百合美の娘。甘やかされて育ったためわがままだが、母親の前ではいい子ぶっている。

## スタッフ
- 原画 - 川合正起
- シナリオ - すくわっと@
- 音楽 - AZ-MIX、Funczion SOUNDS(ボーカル曲)
- 歌手 - Marica